# Močle
Močle so naselje v Občini Šmarje pri Jelšah.

## Ime
Do leta 1955 se je naselje imenovalo Sveti Lovrenc pri Šmarju. V Močle je bilo preimenovano na osnovi »Zakona o imenovanju naselij in označevanju trgov, ulic in zgradb« iz leta 1948. Tako kot preimenovanje mnogih drugih krajev po Sloveniji v povojnem času je bilo tudi preimenovanje Svetega Lovrenca pri Šmarju del obsežne kampanje oblasti, da se iz toponimov slovenskih krajev odstranijo vsi religiozni elementi.